# Paradoks dziadka
Paradoks dziadka – następujące rozumowanie: „Podróżnik w czasie wstecz chce zabić własnego dziadka przed poczęciem swojego ojca lub matki. Skoro podróżnik jednak się narodził, to jego próby powinny zakończyć się niepowodzeniem (wymóg spójności). Równocześnie zakłada się, że podróżnik zachowuje zwykły wpływ oddziaływania na otoczenie”. Paradoks dziadka jest szczególnym przypadkiem sytuacji, gdy działania podjęte podczas podróży w czasie w przeszłość, uniemożliwiają jej odbycie się w przyszłości. Proponowanych jest kilka rozwiązań tej sprzeczności, mających uczynić ją sprzecznością pozorną:
- podczas podróży w czasie wstecz podróżnik przedostaje się tunelem czasoprzestrzennym do alternatywnego wszechświata, więc zabicie dziadka spowoduje jedynie to, że podróżnik nie narodzi się we wszechświecie, do którego się dostał i w którym zabił dziadka, a nie nienarodzenie się podróżnika we wszechświecie, z którego przybywa;
- podczas podróży w czasie wstecz nie można dokonać niczego, co mogłoby ją uniemożliwić, gdyż nie zrobiło się tego w przeszłości (również wskazuje się na niemożność zmiany linii świata[2] – zasada samospójności Nowikowa).

Kwestią związaną z możliwości cofania się w czasie jest istnienie wehikułu czasu.